# 豊橋市立岩西小学校
豊橋市立岩西小学校（とよはししりつ いわにししょうがっこう）は、愛知県豊橋市西口町にある公立小学校。

## 校区
- 岩屋町（国道1号以南）、東幸町、西口町（国道1号以南）などが校区であり、公立中学校の進学先は豊橋市立東部中学校である。

## 沿革
- 1950年（昭和25年）9月4日 - 豊橋市立岩田小学校分校として設置される。1-3年生が通学する。
- 1951年（昭和26年）
  - 4月1日 - 豊橋市立岩田小学校より独立し、豊橋市立岩西小学校として開校。
  - 4月3日 - 開校式を行う。
- 1959年（昭和34年） - 校舎を増築する。
- 1971年（昭和46年） - 体育館が完成する。新校舎（鉄筋コンクリート造）が完成する。
- 1972年（昭和47年） - 校舎を増築する。
- 1973年（昭和48年） - プールが完成する。
- 1974年（昭和49年） - 校舎を増築する。
- 1977年（昭和52年）4月 - 豊橋市立幸小学校を分離する。
- 1978年（昭和53年） - 校舎を増築する。
- 1983年（昭和58年）4月 - 豊橋市立飯村小学校を分離する。
- 1995年（平成7年）4月 - 豊橋市立つつじが丘小学校を分離する。

## 交通アクセス
- 豊鉄バス二川線「岩西学校前」バス停より徒歩約3分。

豊橋駅より【55系統】「二川駅」行、【56系統】「シンフォニア テクノロジー 」行、【57系統】「一里山」行。

## 周辺施設
- 愛知県立豊橋特別支援学校
- 豊橋市立東部中学校
- 豊橋市立幸小学校
- 豊橋市立飯村小学校
- 豊橋市立つつじが丘小学校
- 豊橋市立豊小学校
- 幸公園
- 岩屋山